# Залатиха
Залатиха (укр. Залатиха) — село,
Новогребельский сельский совет,
Роменский район,
Сумская область,
Украина.
Код КОАТУУ — 5924186703. Население по переписи 2001 года составляло 78 человек .

## Географическое положение
Село Залатиха находится в урочище Тревневое, в 1 км от села Першотравневое.
Около села находится озеро Хархановщина.
По селу протекает пересыхающий ручей с запрудой.